# Кобура

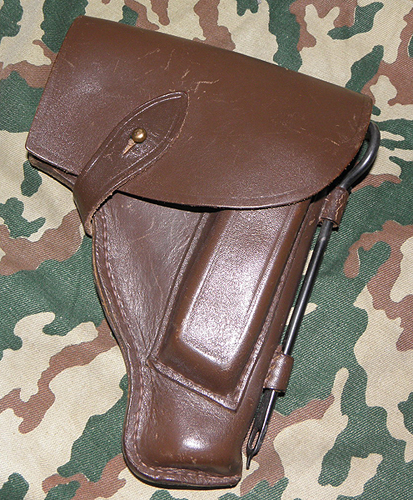
Стандартная кобура для пистолета ПМ с кармашком для магазина и петлями для протирки.

Кобура́ (тур. kubur — «чехол, колчан») — небольшая сумка (чехол) для ношения личного огнестрельного оружия (чаще всего пистолета, револьвера), а также кожаный чехол для оружия, прикрепляемый к седлу у передней луки.
Основное требование к кобуре — возможность быстрого извлечения её содержимого. На Руси (в России) имела следующие названия: пистоле́тник, ольстра (от нем. Holster), кобу́р, кобу́ра, чушка — кожаный пистолетный чехол, находившийся по обе стороны передней луки седла или на поясе воина. В старину носила название ружейное нагалище. Кобу́рщик (м.) — шорник, который изготавливает кобуры.

## История
Первоначально в России кобура была принадлежностью только всадника регулярной конницы, прикреплялась к седлу у передней луки и носила название «ольстра» или «ольстрядя», в иррегулярной коннице пистолеты носили или на перевязи через плечо или заткнутыми за пояс. В начале царствования Александра I «ольстрядя» получает название «кобура».
В ВС России кобура — часть снаряжения, обычно офицера, а также других военнослужащих которым по штату положен пистолет (ранее и револьвер). Используются кобуры из кожи чёрного цвета (в том числе искусственной). Кобуры крепятся с помощью петель на снаряжении (поясной ремень с плечевым ремнём (ремнями)), кобура для ВМФ крепится на поясном ремне с помощью ремешков (пасиков) с кольцами. На кобуре может находиться карман для пистолетного магазина, а также петли для шомпола. В ВС Союза ССР кобуры для штатных пистолетов и револьверов шились, как правило, из коричневой кожи; унифицированная кобура для пистолета ТТ и револьвера Нагана изготавливалась также из черной кирзы.
В разговорной речи кобурой иногда называют сумку для ношения инструментов, мобильного телефона и так далее с возможностью быстрого их извлечения.

## Типы

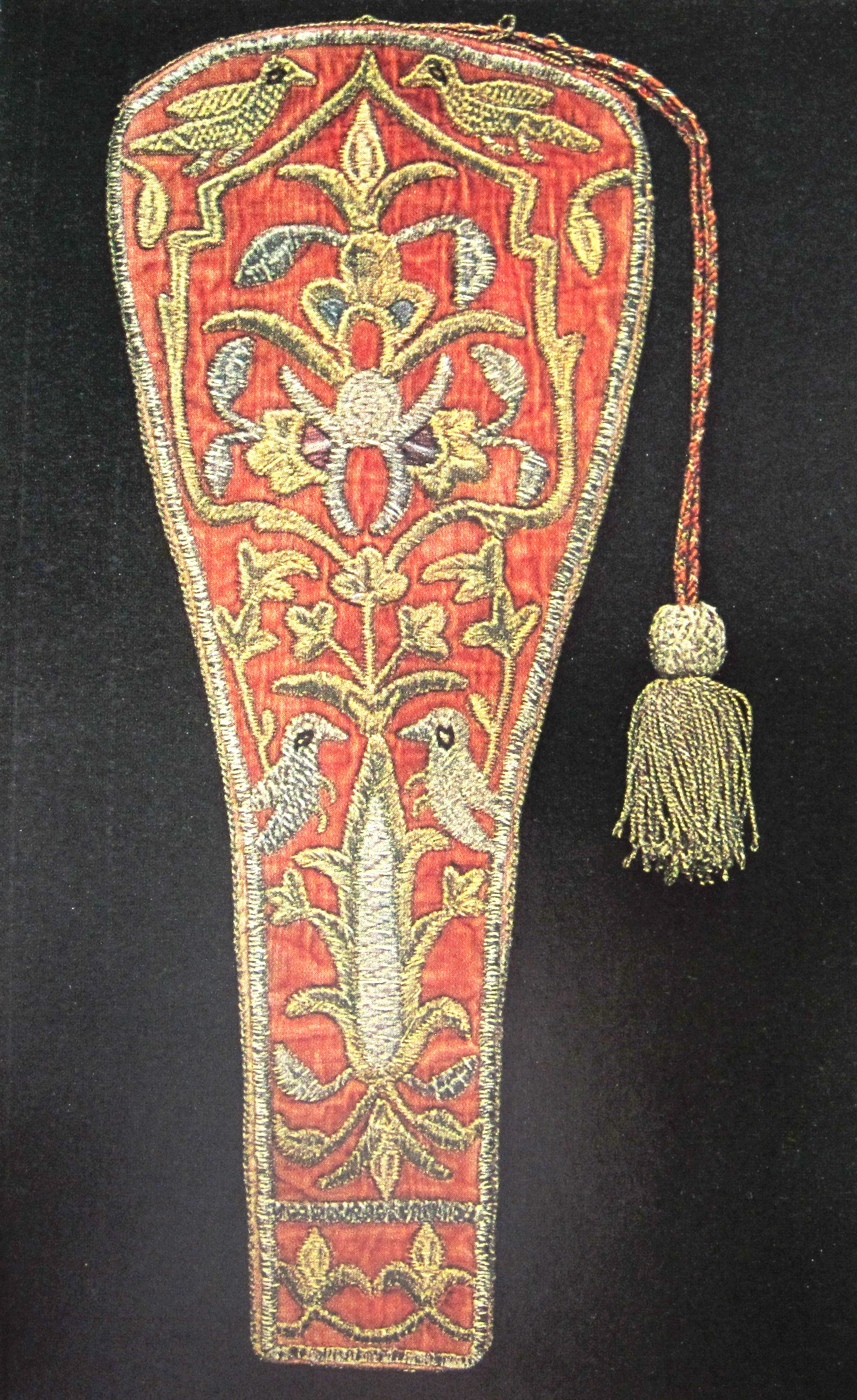
Кобура XVI века

Существует несколько основных видов и типов кобур для пистолета или револьвера:
- Поясные:
  - для открытого ношения;
  - для ношения с внутренней стороны брюк;
- Плечевые (оперативные);
- тактические (набедренные);
- сумки-кобуры для ношения пистолетов и револьверов;
- для ношения в кармане.

Традиционная кобура полностью закрывает пистолет и хорошо защищает его от внешних воздействий. Но для извлечения оружия нужно расстегнуть застёжку крышки, поднять крышку и только затем достать оружие. Часто в такую кобуру встроен вытяжной ремешок: он расположен петлёй внутри кобуры под спусковой скобой пистолета, а его свободный конец выведен наружу. Если умело потянуть за конец ремешка, пистолет выдвигается из кобуры прямо в ладонь.
Для быстрого извлечения лучше приспособлена открытая кобура без крышки. Рукоять пистолета в ней находится снаружи, оружие фиксируется только трением или узким ремешком с застежкой, которую можно расстегнуть одним движением пальца. Некоторое распространение получили кобуры с фиксацией пистолета постоянным магнитом.
Оперативная плечевая кобура сделана так, что пистолет находится на боку, под мышкой, на ремне, охватывающем плечи. На другом боку к ремню могут крепиться подсумки для запасных магазинов. При правильной подгонке такое снаряжение малозаметно под пиджаком или курткой.
Ещё одна разновидность кобуры — кобура-приклад, которой комплектуются некоторые типы пистолетов. Кобура-приклад представляет собой либо жёсткий футляр из дерева или пластмассы (Маузер C-96, АПС), либо доску-приклад, к которой прикреплена традиционная кожаная кобура (Парабеллум, Браунинг Хай Пауэр). Кобура-приклад в боевом положении крепится к рукоятке пистолета и значительно повышает устойчивость оружия при стрельбе. Переносится на портупее.
В некоторых видах спорта, например в практической стрельбе, широко используются открытые скоростные кобуры. Для них характерно наличие настроек наклона, высоты крепления и расстояния от тела стрелка. Крепление пистолета осуществляется за спусковую скобу. Механизм позволяет извлекать оружие сразу вперёд, без необходимости сначала поднимать пистолет. В режиме блокировки обеспечивается надёжная фиксация оружия.

## Галерея

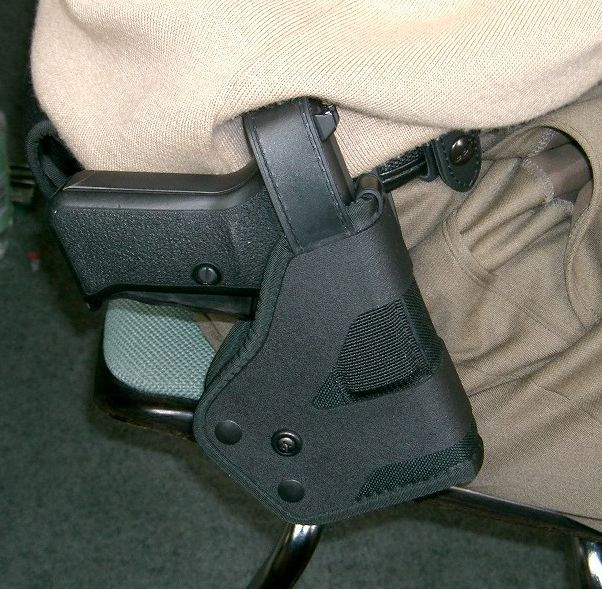
Поясная оперативная кобура.
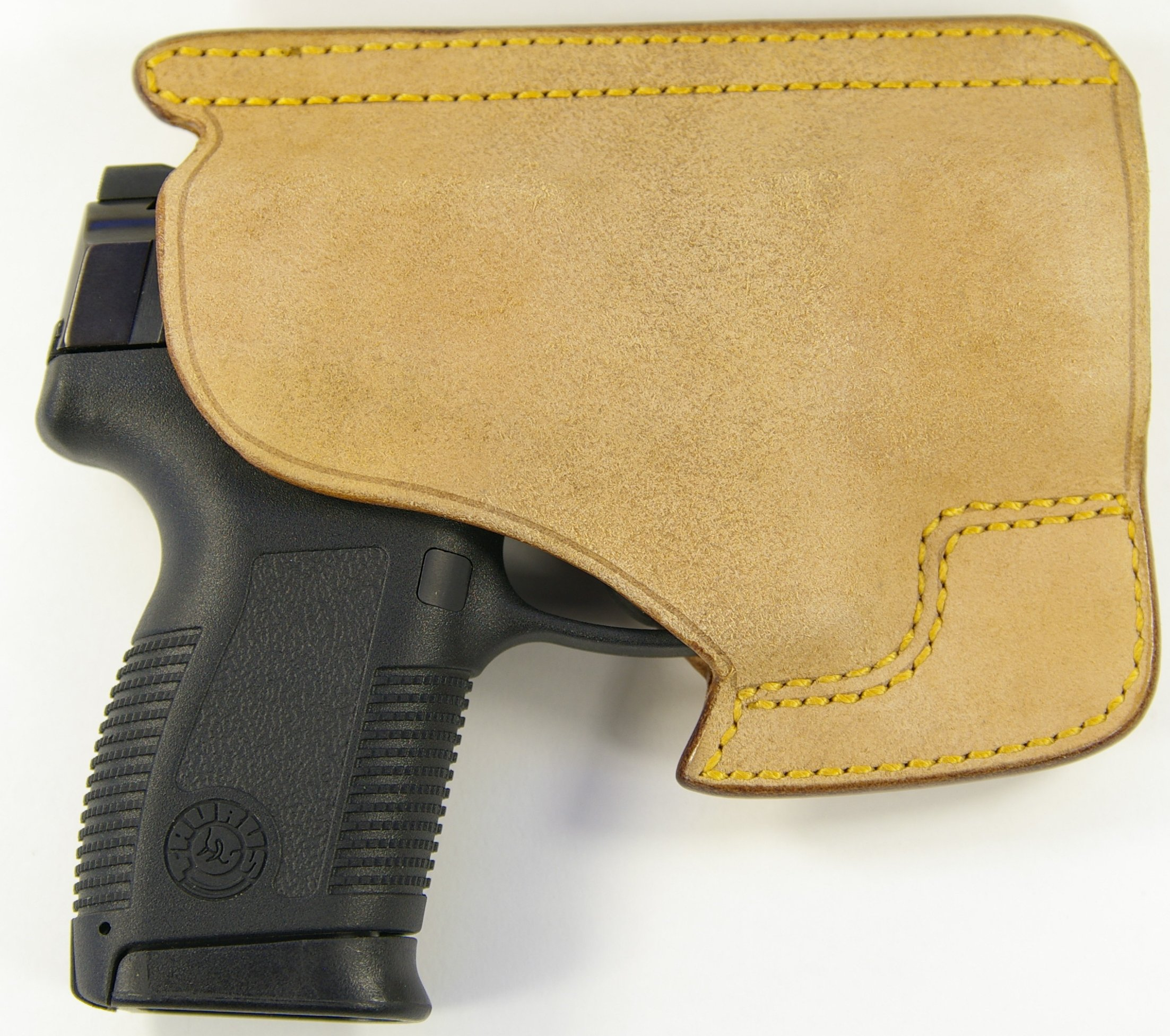
Кобура для ношения в кармане.
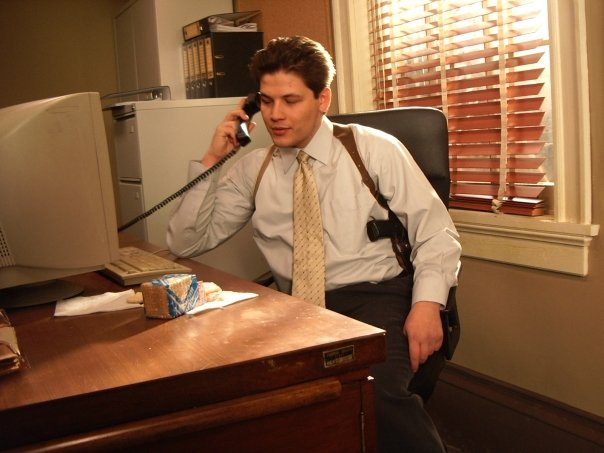
Плечевая кобура.
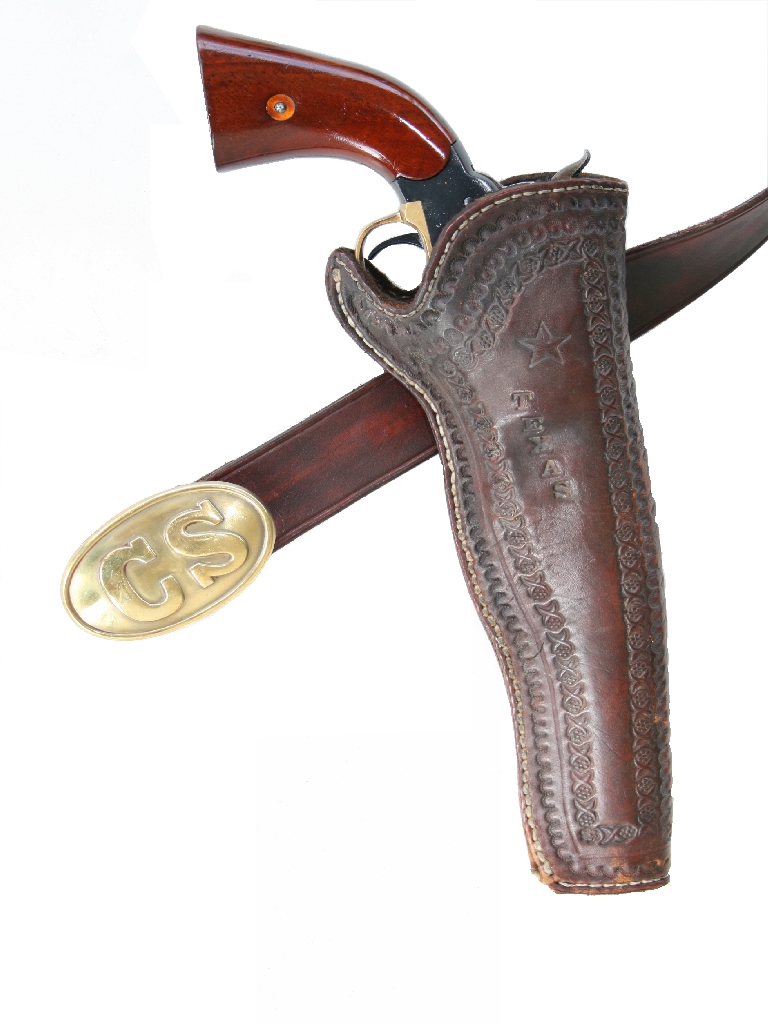
Открытая кобура для револьвера без фиксации.